# Jackson Township (New Jersey)
Pour les articles homonymes, voir Jackson Township et Jackson.
Jackson Township est une municipalité américaine située dans le comté d'Ocean au New Jersey.
Lors du recensement de 2010, sa population est de 54 856 habitants. La municipalité s'étend sur 100,62 milles carrés (260,6 km2), dont 1,38 milles carrés (3,57 km2) d'étendues d'eau.
La municipalité est créée le 6 mars 1844 à partir des townships de Dover, Freehold et Upper Freehold. Elle est nommée en l'honneur d'Andrew Jackson.
La ville est célèbre pour son parc d'attractions, Six Flags Great Adventure, qui abrite les montagnes russes les plus hautes du monde : Kingda Ka. Sont rattachés à ce parc Six Flags Wild Safari et Six Flags Hurricane Harbor, un parc aquatique.

## Résidents célèbres
- Zakk Wylde (Jeffrey Phillip Wiedlandt), guitariste du groupe Black Label Society et travaillant avec Ozzy Osbourne